# Schleswig-Holstein (provincia)
La provincia dello Schleswig-Holstein (in tedesco: Provinz Schleswig-Holstein) fu una provincia del Regno di Prussia e dello Stato libero di Prussia dal 1868 al 1946.

## Storia
Fu creata a partire dai ducati di Schleswig e Holstein, che erano stati conquistati dalla Prussia e dall'Impero austriaco strappandoli alla Danimarca nella guerra dello Schleswig del 1864. Dopo la guerra austro-prussiana del 1866, che finì con la sconfitta austriaca, Schleswig e Holstein furono annessi dalla Prussia. La provincia fu creata nel 1868 e includeva anche il Ducato di Lauenburg.
Dopo la sconfitta dell'Impero tedesco nella prima guerra mondiale, gli Alleati organizzarono due plebisciti nello Schleswig settentrionale e centrale il 10 febbraio e il 14 marzo 1920 per decidere o meno su un'eventuale unione con la Danimarca. Nello Schleswig settentrionale il 75% votò per la riunificazione con la Danimarca, mentre lo Schleswig centrale votò all'80% per restare con la Germania. Nella parte meridionale della regione non si tenne alcuna votazione.

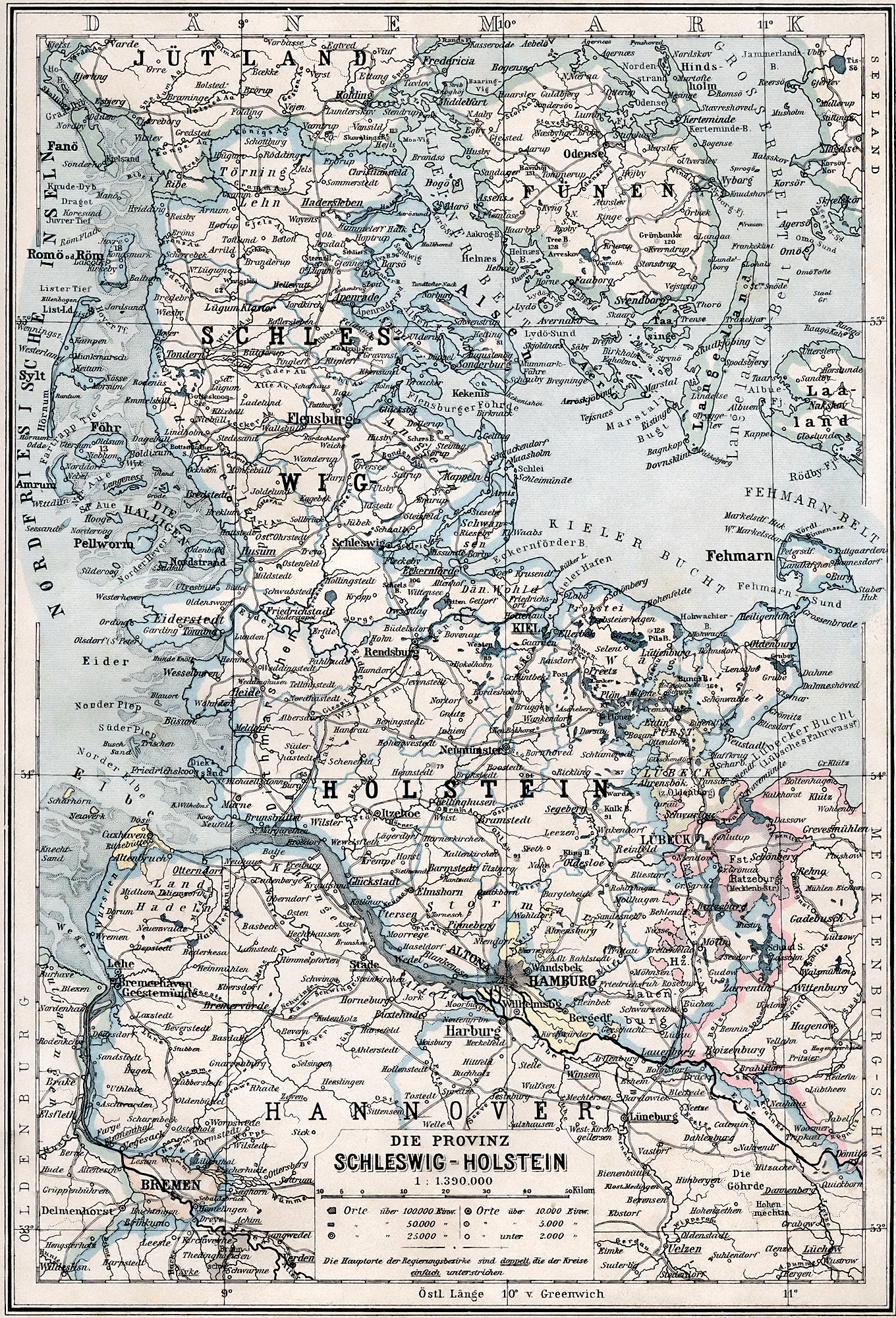
Mappa della provincia di Schleswig-Holstein nel 1905.

Il 15 giugno 1920 lo Schleswig settentrionale fu ufficialmente riunito alla Danimarca, divenendo la Contea dello Jutland meridionale. La parte rimanente dello Schleswig-Holstein rimase provincia dello Stato libero di Prussia.
Con la legge della Grande Amburgo del 1937, la Città libera di Lubecca fu incorporata nella provincia, mentre le città di Altona e Wandsbek divennero distretti di Amburgo.
Dopo la seconda guerra mondiale, lo Schleswig-Holstein divenne parte della zona di occupazione britannica, anche se una piccola parte ad est di Ratzeburg fu riassegnata al Meclemburgo nella zona di occupazione sovietica.
Nel 1946, per decreto dell'occupante britannico, la provincia dello Schleswig-Holstein fu disciolta e il suo territorio, distaccato dalla Prussia, formò il nuovo Land dello Schleswig-Holstein.